# Carl Mayer
Carl Mayer (Graz, 20 de noviembre de 1894 - Londres, 1 de julio de 1944) fue un guionista cinematográfico austríaco. Su trabajo conjunto con Robert Wiene y F. W. Murnau lo consagró como una de las figuras más importantes del expresionismo alemán.

## Biografía
Su padre, jugador de bolsa, se suicidó dejando a su familia en la ruina. Mayer tuvo que abandonar la escuela a los quince años y ejercer múltiples oficios para sostener a su familia. Luego se mudó a Viena, donde inició su carrera de dramaturgo. Durante la Primera Guerra Mundial se hizo pacifista.
En 1917, viajó a Berlín. Trabajó en el Residenztheater, como ayudante de Eugen Roberts. Allí conoció a Gilda Langer, una reconocida actriz, y se enamoró de ella. Escribió el guion de El gabinete del doctor Caligari junto a Hans Janowitz y pensó en Langer para el papel femenino, pero la actriz murió inesperadamente en 1920.
Finalmente, el guion fue filmado por Robert Wiene y protagonizado por Werner Krauß, Conrad Veidt y Lil Dagover. La película fue un gran éxito y convirtió a Mayer en un guionista reconocido. Ese mismo año comenzó a trabajar con F. W. Murnau. Su primer trabajo juntos fue El jorobado y la bailarina (1920). Realizaron en colaboración ocho películas. Las más celebradas fueron Der Letzte Mann (1924) y Tartufo (1925), ambas con Emil Jannings, y Amanecer (1927), realizada en los Estados Unidos. Mayer escribió el guion en Alemania, negándose a mudarse a Hollywood. En 1927 escribió el guion de Berlin: sinfonía de una gran ciudad, de Walter Ruttmann, una de las obras fundamentales de aquel período. Vinculado especialmente al llamado expresionismo alemán, el espíritu inquieto de Mayer lo llevó a explorar diferentes estéticas y géneros: la obra cumbre del expresionismo (Caligari), el relato intimista (Der Letzte Mann) y el documental (Berlín...)
Huyó de la persecución nazi -era judío- en 1933. Se exilió en Londres. Trabajó como consejero en la industria cinematográfica británica, pero su proyecto de rodar un documental en el Reino Unido no prosperó. En 1942 le diagnosticaron cáncer, enfermedad de la que murió en 1944. Pobre y olvidado, sólo dejó veintitrés libras y dos libros.
Carl Mayer fue el guionista más original de su generación.

## Filmografía selecta
- El gabinete del doctor Caligari (1920), de Robert Wiene.
- Der Bucklige und die Tänzerin (El jorobado y la bailarina) (1920), de F. W. Murnau.
- Genuine (1920), de Robert Wiene.
- Schloß Vogeloed (El castillo encantado) (1921), de F. W. Murnau.
- Der Letzte Mann (1924), de F. W. Murnau, con Emil Jannings.
- Herr Tartüff (Tartufo) (1925), de F. W. Murnau, con Emil Jannings.
- Amanecer (1927), de F. W. Murnau.
- Berlín: sinfonía de una gran ciudad (1927), de Walter Ruttman.
- 4 devils (Los cuatro diablos) (1928), de F. W. Murnau.
- Das Blaue Licht (La luz azul) (1932), de Leni Riefenstahl (desacreditado)